# Zolani Tete
Zolani Tete (* 8. März 1988 in Ostkap, Südafrika) ist ein südafrikanischer Boxer im Superfliegen-, Fliegen- und Bantamgewicht und Weltrekordhalter für den schnellsten K.-o.-Sieg in einem Weltmeisterschaftskampf der Boxgeschichte. Er ist ehemaliger Weltmeister des Verbandes IBF im Superfliegengewicht und aktueller Weltmeister der WBO im Bantamgewicht. 
Sein ehemaliger Trainer ist Nick Durandt, sein aktueller Trainer ist Dundu Bungu. Er steht bei Frank Warren unter Vertrag.

## Profikarriere
2006 begann er erfolgreich seine Profikarriere. Am 18. Juli 2014 boxte er gegen Teiru Kinoshita um den Weltmeistertitel des Verbandes IBF und siegte durch einstimmige Punktrichterentscheidung. Diesen Gürtel verteidigte er im März des darauffolgenden Jahres gegen Paul Butler mit einem T.-K.-o.-Sieg in Runde 8 und hielt ihn bis zum 2. Juni 2015.
Am 22. April 2017 boxte Tete im Bantamgewicht gegen Arthur Villanueva um die Interims-Weltmeisterschaft der WBO und siegte einstimmig nach Punkten. Nur fünf Tage später wurde ihm der volle Weltmeisterstatus der WBO zugesprochen. Am 18. November desselben Jahres stellte Tete mit seiner bisher ersten Titelverteidigung einen neuen Rekord in der Boxgeschichte auf, indem er seinen Landsmann Siboniso Gonya nach nur 11 Sekunden ausknockte. Vorher hielt diesen Rekord der Puerto-Ricaner Daniel Jiménez; dieser hatte am 3. September 1994 im Superbantamgewicht den Österreicher Harald Geier in 17 Sekunden besiegt.
Im April 2018 besiegte er in Belfast Omar Andrés Narváez einstimmig über zwölf Runden.